# Tbilisi Grand Prix 2018
Il Tbilisi Grand Prix 2018 è stato la 5ª edizione dell'annuale meeting di judo e si è tenuto a Tbilisi, in Georgia, dal 30 marzo al 1º aprile 2018. Il meeting è stato la sesta tappa del circuito IJF World Tour 2018.

## Risultati
Di seguito i primi tre classificati di ogni specialità.

### Uomini
| Specialità | 1º classificato       | 2º classificato       | 3º classificato                     |
| -60kg      | Lukhum Chkhvimiani    | Amiran P'ap'inashvili | Lasha Chaduneli Temur Nozadze       |
| -66kg      | Vazha Margvelashvili  | Daniel Cargnin        | Daniel Jean Shakhram Akhadov        |
| -73kg      | Lasha Shavdatuashvili | Phridon Gigani        | Nils Stump Sam Van 't Westende      |
| -81kg      | Tamazi Kirakozashvili | Anri Egutidze         | Nugzari Tatalashvili Serhij Krivčač |
| -90kg      | Rafael Macedo         | Giorgi Papunashvili   | Piotr Kuczera Li Kochman            |
| -100kg     | Peter Paltchik        | Merab Margiev         | Jorge Fonseca Onise Saneblidze      |
| +100kg     | Guram Tushishvili     | Javad Mahjoub         | Jur Spijkers Levani Matiashvili     |

### Donne
| Specialità | 1º classificato     | 2º classificato   | 3º classificato                    |
| -48kg      | Maruša Štangar      | Milica Nikolić    | Melanie Clement Sarah Menezes      |
| -52kg      | Amandine Buchard    | Evelyne Tschopp   | Gulbadam Babamuratova Anja Štangar |
| -57kg      | Theresa Stoll       | Helene Receveaux  | Timna Nelson Levy Amelie Stoll     |
| -63kg      | Clarisse Agbegnenou | Karolina Talach   | Lubjana Piovesana Lucy Renshall    |
| -70kg      | Marie Eve Gahié     | Kelita Zupancic   | Carola Paissoni Mariam Tchanturia  |
| -78kg      | Audrey Tcheuméo     | Anastasija Turčyn | Beata Pacut Madeleine Malonga      |
| +78kg      | Romane Dicko        | Maryna Sluckaja   | Anne M Bairo Sandra Jablonskyte    |